# توزدیباستائو
توزدیباستائو (به قزاقی: Tuzdybastau) یک منطقهٔ مسکونی در قزاقستان است که در شهرستان تلگر واقع شده‌است. توزدیباستائو ۱۲٬۵۷۷ نفر جمعیت دارد.